# 天爐座β
天爐座β，又名CD-32 1025，HD 17652、SAO 193931、HR 841，是天爐座的一颗恒星，视星等为4.46，位于銀經231.79，銀緯-64.02，其B1900.0坐标为赤經2h 44m 54.3s，赤緯-32° -64.02′ 33″。